# Al Cohn
Al Cohn, geboren als Alvin Gilbert Cohn (New York, 24 november 1925 - Stroudsburg, 15 februari 1988), was een Amerikaanse jazzsaxofonist en arrangeur.

## Biografie
Cohn werkte al midden jaren 1940 met muzikanten als Joe Marsala, Georgie Auld, Boyd Raeburn, Alvino Rey en Buddy Rich. Hij werd bekend als een van The Four Brothers in Woody Hermans Second Herd (1948/1949) naast Zoot Sims, Stan Getz en Serge Chaloff. Nadat hij in 1949 nog lid was van een band van Artie Shaw, werkte hij tijdens de jaren 1950 vooral als studiomuzikant en nam hij zijn eerste albums op als orkestleider. Sinds 1956 werkt hij in onregelmatige afstanden als co-leader van een kwintet met Zoot Sims. Cohn had al onder Woody Herman als arrangeur gewerkt en later arrangementen geschreven voor Broadway-producties als Raisin en Sophisticated Ladies. In zijn laatste jaren concentreerde hij zich op het spelen en opnemen.
Al Cohn nam met Jack Kerouac en Zoot Sims een album op, waarop de beide jazzmuzikanten improviseerden over blues-thema's, terwijl Kerouac Haikus voordroeg. Zijn zoon Joe Cohn werd bekend als gitarist, en kleindochter Shaye speelt cornet in de band Tuba Skinny band.

## Overlijden en erfenis
Al Cohn overleed in februari 1988 op 62-jarige leeftijd. De erfenis van Al Cohn werd door de Al Cohn Memorial Jazz Collection verzorgd en is sinds 1988 in de Kemp Library aan de East Stroudsburg University in East Stroudsburg, Monroe County ondergebracht. De Al Cohn Memorial Jazz Collection publiceert drie keer per jaar het tijdschrift The Note.
Zijn kleindochter Shaye Cohn speelt cornet en bij gelegenheid piano in de New Orleans jazzband Tuba Skinny.

## Discografie
- 1950: The Progressive Al Cohn met Max Roach, Horace Silver,  George Wallington, Tommy Potter, Nick Travis, Tiny Kahn, Curly Russell
- 1950: Cohn's Tones met Max Roach, Horace Silver, Tommy Potter, Nick Travis, Tiny Kahn, Curly Russell, George Wallington
- 1954: Broadway met Red Mitchell, Harvey Leonard, Hal Stein, Christy Febbo
- 1955The Brothers! met Chuck Flores, Hank Jones, Richie Kamuca, Bill Perkins, John Beal, Barry Galbraith
- 1956: The Essential Billie Holiday – Carnegie Hall Concert
- 1956: Jazz from A to Z met Hank Jones, Dave McKenna, Milt Hinton, Osie Johnson, Dick Sherman, Zoot Sims
- 1957: Al and Zoot met Mose Allison, Teddy Kotick, Zoot Sims, Nick Stabulas
- 1960: You ’n Me met Mose Allison, Major Holley, Osie Johnson, Zoot Sims
- 1961: Either Way met Zoot Sims
- 1973: Body and Soul met Mel Lewis, George Duvivier, Jaki Byard, Zoot Sims
- 1977: Heavy Love met Jimmy Rowles
- 1980: Nonpareil met Jake Hanna, Lou Levy, Monty Budwig
- 1981: Tour De Force met Cal Collins, Scott Hamilton, Jake Hanna, Dave McKenna, Buddy Tate, Bob Maize
- 1982: Overtones met Hank Jones, George Duvivier, Joe Cohn, Akira Tana
- 1983: Standards of Excellence met Herb Ellis, Monty Budwig
- 1987: Rifftide met Eric Ineke, Rein de Graaff, Koos Serierse
- 1987: Al Cohn Meets Al Porcino met Al Porcino, Claus Reichstaller, Franz Weyerer, Wolfgang Haffner, Roberto di Gioia, Paulo Cardoso, Thomas Faist, Auwi Geyer, Petri Kral, Thomas Zoller, O. Staniloi, Peter Tuscher, Gerd Fink, Erwin Gregg, Hermann Martlreiter, Jon Welch
- 1987: Keeper of the Flame met Pete Beachill, Chris Laurence, Andrew MacKintosh, Dick Pearce, Jack Sharpe, David Hartley
- 2001: In Concert April 17, 1986 met Steve Gilmore, Bill Goodwin, Harry Leahey

- Bibsys: 1015621
- Biblioteca Nacional de España: XX5670884
- Bibliothèque nationale de France: cb13892617p (data)
- Gemeinsame Normdatei: 134349032
- International Standard Name Identifier: 0000 0001 1442 9439
- Library of Congress Control Number: n81071193
- MusicBrainz: 996b444f-2f1c-4f41-bb85-c3b9a709c9bf
- Nationale Bibliotheek van Tsjechië: ola2002159365
- Nationale Bibliotheek van Israël: 987007324759505171
- Nederlandse Thesaurus van Auteursnamen: 096999373
- Istituto Centrale per il Catalogo Unico: LO1V265171
- SNAC: w6s01dmc
- Système universitaire de documentation: 156870568
- Virtual International Authority File: 44484718
- WorldCat: E39PBJrm9H4k3qx7hjTQxXmcfq